# Język moabicki
Język moabicki – wymarły język semicki z grupy kananejskiej, bardzo blisko spokrewniony z hebrajskim. 
Używany był w królestwie Moabitów, na terenach dzisiejszej północno-zachodniej Jordanii w pierwszym tysiącleciu przed naszą erą. Znany jedynie z kilku inskrypcji, m.in. ze Steli Meszy.